# Khaled Ali
Khaled Ali (AFI: [ˈxæːled ˈʕæli]) (in arabo: خالد على; Mit Ghamr, 26 febbraio 1972) è un politico egiziano, avvocato ed attivista politico per la difesa dei diritti umani, noto per aver condotto una battaglia giudiziaria contro il regime di Abdel Fattah al-Sisi.

## Biografia
È nato nel governatorato di Daqahliyya, da una famiglia di contadini. Si è laureato in legge presso l'Università di Zagazig nel 1994.
In occasione delle elezioni presidenziali del 2012, ha conseguito lo 0,6% dei voti.

## Elezioni presidenziali del 2018
Nel 2017 ha lanciato una campagna elettorale per la sua candidatura alle elezioni presidenziali previste per il marzo 2018, ma successivamente si è ritirato. Nel motivare il ritiro, ha denunciato che molti suoi collaboratori erano stati arrestati e processati con accuse che lui definì ridicole.